# سعد بن ابوبکر
سعد بن ابوبکر پسر ابوبکر بن سعد زنگی ششمین اتابک از اتابکان فارس بود. وی بسیار اهل ادب بود و شاعران را گرامی می‌داشت.
پدرش او را برای اظهار تبعیت به درگاه هلاکو  فرستاده بود. اما در سال ۶۵۸ هجری و همزمان با فوت  پدرش در شیراز، او هم در راه بازگشت از اردوی ایلخان در حدود تفرش درگذشت و امارت فارس به اتابک محمد بن سعد رسید که طفلی خردسال بود. او نیز دو سال بعد در سال ۶۶۰ هجری از بام به زیر افتاد و هلاک شد.